# Tapin-Tops-Nationalpark
Der Tapin-Tops-Nationalpark ist ein Nationalpark im Osten des australischen Bundesstaates New South Wales, 264 km nördlich von Sydney, etwa 45 km nordwestlich von Taree und rund 75 km südwestlich von Port Macquarie.
Der Nationalpark nördlich des Nowendoc River ist mit Eukalyptus-Primärwald und Regenwald bestanden. Man findet dort etliche bedrohte Tierarten, wie das Parma-Wallaby, den Squirrel Glider oder den Sphagnum Frog (Froschart).
Höchste Erhebung im Park ist der Rowleys Lookout mit 1018 m Höhe, der in 45 min. vom Parkplatz aus erwandert werden kann. Im Park gibt es etliche Picknickplätze.